# Sipke van der Land
Sipke van der Land  (Kollum, 12 februari 1937 – Wassenaar, 22 november 2015) was een Nederlands predikant, schrijver, leraar en tv-presentator.

## Biografie
Van der Land werd geboren in de Friese plaats Kollum. Zijn familie verhuisde tijdens zijn jeugd naar Wassenaar in 1945. Ook in Wassenaar woonden zijn neven Jaap Zijlstra, de latere dichter en predikant, en Onno Zijlstra, de latere filosoof. Van der Land studeerde theologie en Nederlands. In de jaren zestig was hij leraar Nederlands en godsdienst op het Christelijk Lyceum Visser 't Hooft in Leiden.
Hij publiceerde tientallen jeugdboeken, religieuze werken, bloemlezingen van gedichten en boeken over kunst. Voor de omroepvereniging NCRV presenteerde hij in de jaren 70 en 80 verschillende programma's over religie en over Bijbelse landen. Geruchtmakend was zijn televisieserie Niet te geloven over sektes en zijn boek over hetzelfde onderwerp. Verder schreef hij monografieën over kunstenaars als Karel Arkema en Roeland Koning. Hij was een van de initiatiefnemers van de stichting Mensenkinderen - voor mensen in nood.
Sipke van der Land overleed in 2015 op 78-jarige leeftijd in een hospice in zijn woonplaats Wassenaar.